# 奥尔滕堡
奥尔滕堡是德国巴伐利亚州的一个市镇。总面积60.74平方公里，总人口7051人，其中男性3531人，女性3520人（2011年12月31日），人口密度116人/平方公里。